# Sam (film)
Sam (conosciuto anche come The Hottest Fourth of July in the History of Brewster County) è un film western statunitense del 1967 diretto da Larry Buchanan.

## Produzione
Il film è stato girato all'Alamo Village, un set per film e attrazione turistica in Texas. È il terzo film ad ambientazione western del regista di B-Movie Larry Buchanan dopo The Cowboy (un cortometraggio del 1951) e Grubstake (1952)